# تابستان چانگشا
تابستان چانگشا یک فیلم جنایی چینی محصول سال ۲۰۱۹ به کارگردانی زو فنگ است. این فیلم در بخش نوعی نگاه جشنواره فیلم کن ۲۰۱۹ به نمایش درآمد. با این وجود، یک روز قبل از نمایش فیلم، گروه فیلمسازی اعلام کردند که به دلایل فنی در جشنواره حضور ندارند.